# Кресаня
Креса́ня, також криса́ня  (від пол. kresa — «лінія, криса», через ср.-верх.-нім або ср.-нижн.-нім. kritz — «риска, лінія») — повстяний капелюх гуцулів. Зазвичай чорного кольору з невисокими боками. Має доволі широкі та трохи заломлені вгору криси (краї), через що й отримав свою назву (варіант «кресаня» пов'язаний з подібністю у вимові ненаголошеного [e] до [ɪ]).
Дно кресані прикрашають золотавим галуном, візерунком сплетеним з ниток та бісеру, «писаною» мідною бляхою-басаменом, байорками (різнобарвними шнурками) чи стрічками — черв'ячками. Кресаню підтримував ремінець із червоного сап'яну, вибитий мосянжними бляхами.
Кресаню оздоблюють пір'ям глухаря («готура») або павиними хвостами («когути», «павуки»). Збоку кресані звисали кулясті вовняні кутаси-дармовиси («бовтиці»). Також прикрашають дрібними коралами («трясунки»).